# Palazzo dei duchi di Casamassima
Il palazzo Casamassima è un palazzo monumentale di Napoli, ubicato al civico 8 di via dei Banchi Nuovi.

## Storia

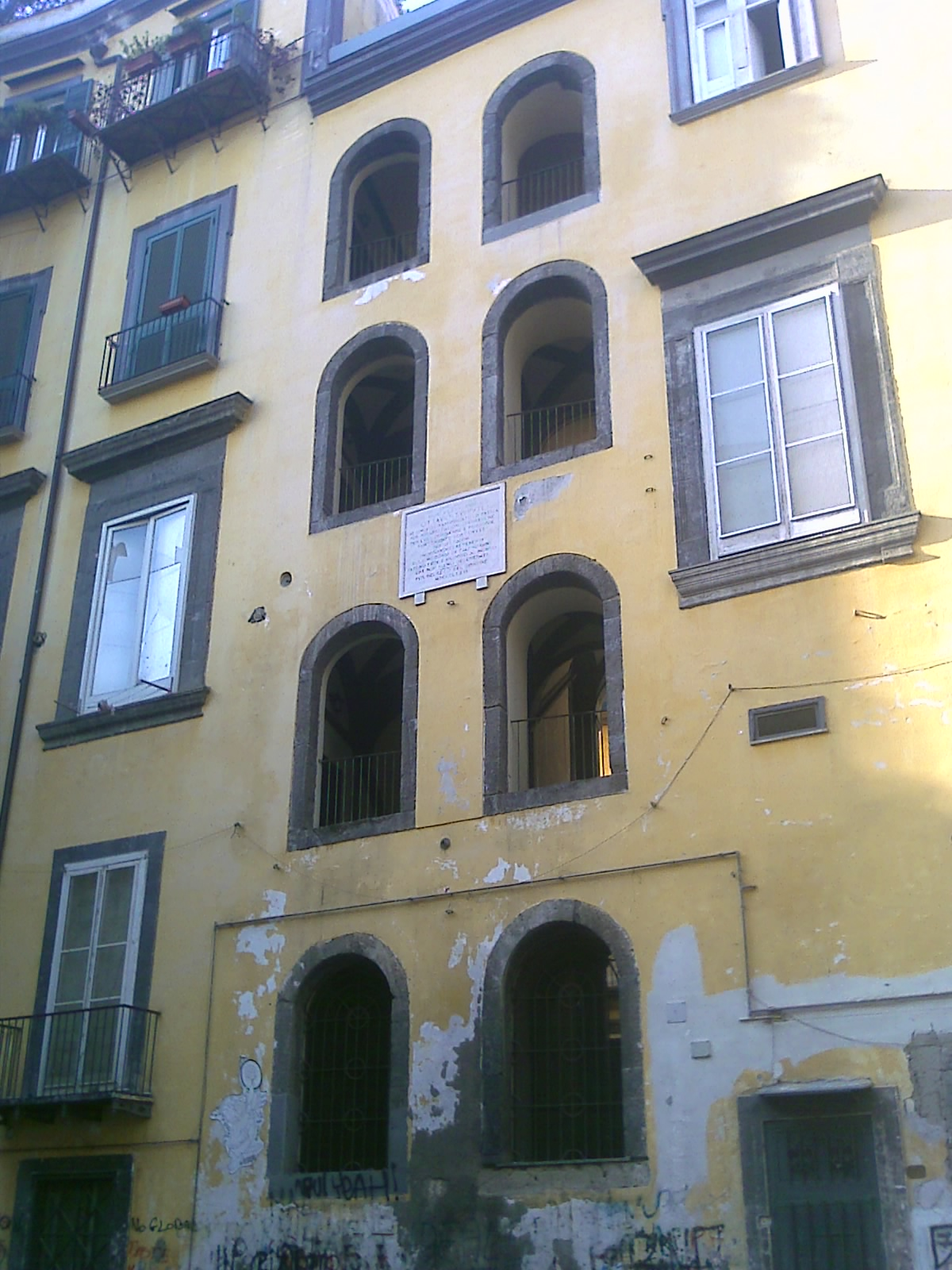
Finestre cinquecentesche del vano scale

Secondo le notizie pervenuteci dal censimento dei monumenti napoletani effettuato da Carlo Celano, il palazzo venne eretto in forme rinascimentali dopo l'alluvione che, nel 1569, distrusse tutta la zona degli attuali Banchi Nuovi.
La struttura, in origine, non presentava un cortile esteso come l'attuale, ma dietro al loggiato, oggi murato, si estendeva un giardino, come testimonia la carta a volo di uccello di Alessandro Baratta.
Il palazzo prende il suo nome dal giurista Antonio da Ponte, consigliere e presidente della Regia Camera della Sommaria, dal 1667 duca di Casamassima.
Notevoli trasformazioni vennero eseguite nel XVIII secolo, con la realizzazione del secondo cortile al posto del giardino preesistente. Inoltre, furono rialzati anche i fabbricati posteriori alla loggia cinquecentesca, che in principio erano ad un solo piano.
Probabilmente, i lavori di espansione videro la partecipazione dell'architetto Ferdinando Sanfelice, che avrebbe realizzato il disegno di una porta traforata in legno eseguita da Agostino Viola, oggi perduta.
Durante l'ampliamento, al rinnovo delle decorazioni prese parte anche il pittore Giacomo del Pò, al quel si deve un importante affresco su incannucciata.
L'espansione del palazzo, che nella prima metà del Settecento fu dotato di cornici in piperno sulla facciata principale, portò anche alla costruzione di un terrazzo sul tetto piano dell'adiacente chiesa dei Santi Cosma e Damiano ai Banchi Nuovi; ciò causò una disputa con i Filomarino che risiedevano nel vicino palazzo Giusso, già Filomarino.
In seguito, il palazzo dei Duchi di Casamassima fu progressivamente abbandonato e lasciato vittima dell'incuria. Nel Novecento furono realizzate numerose superfetazioni che alterarono l'impaginazione delle facciate, interne ed esterne, e della volumetria delle strutture, ad esempio con la tamponatura del loggiato.
Il palazzo ospita appartamenti privati, mentre il piano nobile - per alcuni anni occupato in affitto dall'Università degli Studi di Napoli l'Orientale - conserva il vasto affresco di quella che era la galleria, opera certa di Giacomo del Pò.
Nel 2016 il palazzo viene scelto come set per alcune scene della serie televisiva Gomorra. Nel 2017 il regista Gianni Amelio vi ambienterà la Tenerezza, film (fotografia di Luca Bigazzi, scenografia di Giancarlo Basili) premiato con diversi David di Donatello (cast Renato Carpentieri, Elio Germano, Giovanna Mezzogiorno e Micaela Ramazzotti), ubicando l'abitazione del protagonista in uno degli appartamenti del palazzo, il cui terrazzo costituirà l'anello di congiunzione narrativa. Seguiranno altri set, tra cui I bastardi di Pizzofalcone con Alessandro Gassmann e la serie TV Rai Mina Settembre.

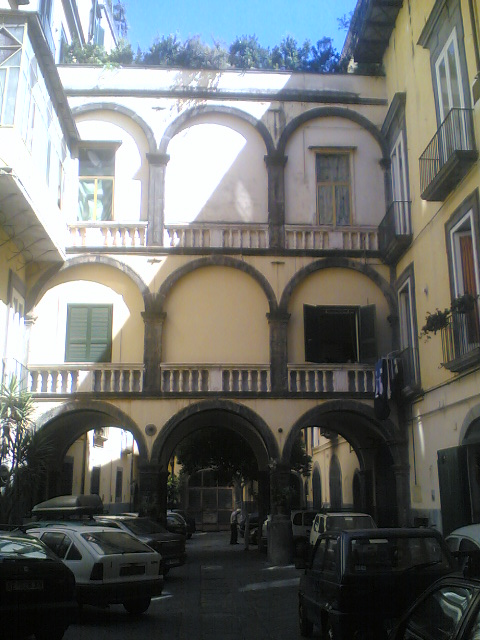
Cortile

## Descrizione
Attualmente il palazzo ha una planimetria irregolare, con il caratterizzante loggiato inquadrato dall'androne, alto sette metri, decorato in stucco. Il loggiato si eleva su due piani sopra il pian terreno e presenta una struttura a volte velate impostate su pilastri. Le decorazioni sono in piperno, legno e marmo.
La facciata principale conserva un portale realizzato nel XVIII secolo, mentre le cornici del piano nobile sono impreziosite con un'organica decorazione in piperno con timpani arcuati. Sulla facciata prospettante sulla piazzetta Banchi Nuovi ci sono ancora le cornici in piperno risalenti al XVI secolo e al centro si apre la loggia delle scale.